# Брошура
Брошура је штампани материјал сличан памфлету или летку, информативног (често промотивно–рекламног) садржаја. Брошура се дистрибуише у шаблонски савијеном формату, што је чини популарном због практичности – лако стаје у џеп.
Промотивне штампане материјале у овом формату најчешће користе фирме, организације и разне службе (нпр. туристичке агенције, НВО-и, службе за запошљавање, цркве, непрофитне и добротворне организације итд).
Брошуре се деле на разне начине: као новински улошци, преко штандова, или се предају ручно. Сматрају се понекад сивом литературом.